# The Runaways (film)
The Runaways je americký film z roku 2010. Pojednává o dívčí hudební skupině The Runaways. Film je založen na knize od zpěvačky skupiny Cherie Currie, kterou ve filmu ztvárnila Dakota Fanning.

## Obsazení
| Dakota Fanning       | Cherie Currie        |
| Kristen Stewartová   | Joan Jett            |
| Stella Maeve         | Sandy West           |
| Scout Taylor-Compton | Lita Ford            |
| Michael Shannon      | Kim Fowley           |
| Johnny Lewis         | Scottie              |
| Alia Shawkat         | Robin                |
| Riley Keough         | Marie Currie         |
| Hannah Marks         | Tammy                |
| Keir O'Donnell       | Rodney Bingenheimer  |
| Tatum O'Neal         | Marie Harmon         |
| Brett Cullen         | Mr. Currie           |
| Brendan Sexton III   | Derek                |
| Robert Romanus       | učitel hry na kytaru |